# Eclissi solare del 12 giugno 2029
L'eclissi solare del 12 giugno 2029 è un evento astronomico che avrà luogo il suddetto giorno attorno alle ore 04:06 UTC.